# La isla de los nominados
La isla de los nominados es una serie de televisión cómica española producida por Plural Entertainment, creada y dirigida por Luis Guridi, y emitida en Cuatro entre julio y septiembre de 2010.

## Argumento
La vida en la Tierra se ha extinguido. Los concursantes de un reality viven abandonados a su suerte en la isla remota que sirvió de escenario al programa. Las estúpidas reglas del concurso, que en su día fueron la base del juego, son hoy sus normas de vida. Los nominados son la última esperanza de que la Humanidad sobreviva. Pero ellos, ajenos a todo, siguen jugando.
¿Y cómo juegan? Pues sacando lo peor de sí mismos. Se nominan, se alían, se traicionan. En su circunstancia cualquiera se uniría a los demás para hacer frente a una muerte casi segura. Pero a los concursantes les preocupan precisamente sus congéneres. En sus manos está algo más terrible que la muerte: la nominación. O, peor todavía... ¡La expulsión!
Cuando el programa se emitía, el tiempo se medía por dos hitos semanales: la "prueba" y la "conexión con el plató". Ahora, con su desaparición, es como si el tiempo se hubiera detenido. Para los habitantes de la isla no existen las horas ni los días. Como mucho, alguno comentará:
-¿No se os está haciendo larguísima esta semana?

## Descripción
La isla de los nominados es una microcomedia de situación, grabada en un decorado en el que se recrean varios ambientes de una isla desierta... en el Océano Pacífico nada menos. Los clásicos sets de playa exótica, cabaña rústica, cueva enigmática, idílica cascada o selva amenazadora sirven de marco a las aventuras de los personajes.
Se trata de una comedia coral que cuenta con casi una veintena de intérpretes, entre los que hay de todo, como en botica: veteranos, neófitos, rostros conocidos y muchas caras nuevas.
La isla de los nominados es una serie de sketches en la que se despliega un amplio abanico de "humores" que van de lo bufo a lo absurdo y de lo grotesco a lo fantástico.
La parodia de Perdidos o de Supervivientes es sólo una excusa para bucear en los entresijos de la convivencia. El mecanismo de nominaciones, expulsiones y normas, vacío de sentido, deja al aire lo que de ridículo tiene siempre nuestro comportamiento. Así que es mejor olvidar las referencias y sumergirse en el espectáculo que ofrecen los ejemplares de este peculiar zoológico.
También el formato es novedoso. La isla de los nominados introduce el falso-reality. Las cámaras fijas graban cuanto ocurre y los habitantes son conscientes de su presencia. Tanto más cuando entran en el "confesionario", donde actúan para el público sin interferencias. Sin embargo, también podremos contemplar a estos especímenes cuando se saben fuera del alcance de los objetivos; solo entonces muestran su verdadero rostro.

## Reparto
- Adela Comas (Esperanza Elipe): Escritora de novela rosa.[3]

- Aníbal Sierra (Arturo Valls): Experto en animales.

- Carrasco (Ismael Fritschi): Ex-legionario.

- Cuqui Ortiz de Zubiri (Elena Irureta): Ex-alcaldesa y madre de familia.

- Dannielle "Danni" Morreau (Cristina Brondo): Ex-estrella del porno.

- Esteban Sarmiento (Luis Zahera): Discapacitado.

- Eva Lys (Hiba Aboukhris): Miss Simpatía 2008.

- Fermín Laborda (César Sarachu): Inventor de la sopa de letras.

- Juanjo (a secas) (Iván Massagué): Perroflauta y anarquista.

- Kitín Alonso (Guillermo Romero): Aristócrata aventurero.

- Inmaculada "Macu" Abad (Juana Cordero): Medalla de plata en Seúl.

- Pepa Moreno (Josele Román): Artista y cantante.

- Röhn Johensson (Maarten Dannenberg): Botánico y ganador del reálity nórdico.

- Sara Leal (Cristina Mediero): De profesión concursante.

- Valentín Soriano (Carlos Areces): Callista de los famosos.

- Verónica Alpino (Dulcinea Juárez): Actriz. Edad: Desconocida.

- Marcos Expósito (Raúl Cimas): Un niño grande.

- Pimi (Carlos Chamarro): La mitad de una famosa pareja de humoristas.

- Vicente (Joaquín Reyes): El mago Cen.

## Audiencias
| Temporada | Temporada | Episodios | Estreno            | Final                   | Audiencia media | Audiencia media | Audiencia media |
| Temporada | Temporada | Episodios | Estreno            | Final                   | Espectadores    | Cuota           |                 |
| --------- | --------- | --------- | ------------------ | ----------------------- | --------------- | --------------- | --------------- |
|           | 1         | 31        | 5 de julio de 2010 | 9 de septiembre de 2010 | 671 000         | 5,6%            |                 |

| Programas emitidos. (Evolución semanal) | Programas emitidos. (Evolución semanal) | Programas emitidos. (Evolución semanal) | Programas emitidos. (Evolución semanal) | Programas emitidos. (Evolución semanal) |
| Capítulo                                | Día de la semana                        | Fecha                                   | Espectadores                            | Cuota                                   |
| --------------------------------------- | --------------------------------------- | --------------------------------------- | --------------------------------------- | --------------------------------------- |
| 01                                      | Lunes                                   | 5 de julio de 2010                      | 1.291.000                               | 7,6%                                    |
| 02                                      | Martes                                  | 13 de julio de 2010                     | 750.000                                 | 5,6%                                    |
| 03                                      | Miércoles                               | 14 de julio de 2010                     | 1.091.000                               | 8,6%                                    |
| 04                                      | Jueves                                  | 15 de julio de 2010                     | 685.000                                 | 5,7%                                    |
| 05                                      | Lunes                                   | 19 de julio de 2010                     | 811.000                                 | 6,7%                                    |
| 06                                      | Martes                                  | 20 de julio de 2010                     | 695.000                                 | 5,8%                                    |
| 07                                      | Miércoles                               | 21 de julio de 2010                     | 716.000                                 | 5,9%                                    |
| 08                                      | Jueves                                  | 22 de julio de 2010                     | 663.000                                 | 5,5%                                    |
| 09                                      | Lunes                                   | 26 de julio de 2010                     | 643.000                                 | 5,2%                                    |
| 10                                      | Martes                                  | 27 de julio de 2010                     | 649.000                                 | 5,6%                                    |
| 11                                      | Miércoles                               | 28 de julio de 2010                     | 658.000                                 | 5,8%                                    |
| 12                                      | Jueves                                  | 29 de julio de 2010                     | 674.000                                 | 5,8%                                    |
| 13                                      | Lunes                                   | 2 de agosto de 2010                     | 684.000                                 | 5,9%                                    |
| 14                                      | Martes                                  | 3 de agosto de 2010                     | 600.000                                 | 5,5%                                    |
| 15                                      | Miércoles                               | 4 de agosto de 2010                     | 751.000                                 | 7,1%                                    |
| 16                                      | Jueves                                  | 5 de agosto de 2010                     | 718.000                                 | 6,7%                                    |
| 17                                      | Lunes                                   | 9 de agosto de 2010                     | 713.000                                 | 6,4%                                    |
| 18                                      | Martes                                  | 10 de agosto de 2010                    | 764.000                                 | 7,1%                                    |
| 19                                      | Miércoles                               | 11 de agosto de 2010                    | 539.000                                 | 4,7%                                    |
| 20                                      | Jueves                                  | 12 de agosto de 2010                    | 633.000                                 | 5,9%                                    |
| 21                                      | Lunes                                   | 16 de agosto de 2010                    | 803.000                                 | 6,7%                                    |
| 22                                      | Martes                                  | 17 de agosto de 2010                    | 752.000                                 | 6,4%                                    |
| 23                                      | Miércoles                               | 18 de agosto de 2010                    | 507.000                                 | 4,3%                                    |
| 24                                      | Jueves                                  | 19 de agosto de 2010                    | 675.000                                 | 5,8%                                    |
| 25                                      | Lunes                                   | 23 de agosto de 2010                    | 667.000                                 | 5,4%                                    |
| 26                                      | Martes                                  | 24 de agosto de 2010                    | 618.000                                 | 4,8%                                    |
| 27                                      | Miércoles                               | 25 de agosto de 2010                    | 853.000                                 | 6,9%                                    |
| 28                                      | Lunes                                   | 6 de septiembre de 2010                 | 376.000                                 | 3,2%                                    |
| 29                                      | Martes                                  | 7 de septiembre de 2010                 | 343.000                                 | 2,8%                                    |
| 30                                      | Miércoles                               | 8 de septiembre de 2010                 | 255.000                                 | 2,1%                                    |
| 31                                      | Jueves                                  | 9 de septiembre de 2010                 | 212.000                                 | 1,8%                                    |

## Datos de audiencias
- Récord de share: emitido el miércoles 14 de julio de 2010, con un 8,6%.
- Récord de espectadores: estrenado el lunes 5 de julio de 2010, con 1.291.000 espectadores.
- Mínimo de share: emitido el jueves 9 de septiembre de 2010, con un 1,8%.
- Mínimo de espectadores: emitido el jueves 9 de septiembre de 2010, con 212.000 espectadores.